# 星際寶貝：神奇大冒險
《星際寶貝：神奇大冒險》（日語：スティッチ!）是根據動畫電影《星際寶貝》與電視影集《扮嘢小魔星史迪仔》等系列改編的電視動畫，設有英語和日語版本。由Madhouse製作，於2008年10月播出。英語版本的內容和日語版本有些許差異。
除了日本外，本作還曾在其他國家或地区播出。在中國大陆，由CCTV-14在2011年播出；在台灣，由台灣迪士尼頻道在2012年播出，兩版均為翻譯自英語版本的動畫；香港方面，無綫電視翡翠台於2011及2013年，ViuTV於2020年播出，兩台皆以粵語及英語廣播。
第三季在台灣於8月4日到9月26日每週六9:00首播，一次兩集，而且從2012年9月3日開始到9月14日以及9月18日到10月5日每週一到週五6:00播出一集。10月8日到11月6日每週一到週五的15:00時段也從第三季一開始播出，11月7日開始改播第一集；在中國內地於2013年2月25日到3月15日每週一到週五12:00播出兩集。

## 故事背景

### 第一季與第二季
史迪奇離開夏威夷和莉蘿以後，降落在日本沖繩並遇到日裔女孩柔奈。為了得到聖靈之石認可達成願望，史迪奇必須做足夠多的好事讓好事計數器到達四十三。強霸和獨眼霹靂也會和史迪奇在一起，除了監視也提供協助。

### 第三季
柔奈跟著鶴子搬到日本一座新建成的城市，史迪奇、強霸和獨眼霹靂也跟著搬過去。現在柔奈和史迪奇要適應新環境，並結交新朋友。

### 主要角色
- 史迪奇（Stitch）

配音：Ben Diskin（美）、劉傑（臺）
- 上原柔奈[1]∕ 加美原柔奈[2]（Yuna Uehara ∕ Yuna Kamihara）

配音：Eden Riegel（美）、薛晴（臺）
本作主角，10歲，在沖繩遇到史迪奇，並展開新生活。
- 希洛文（Hiroman）

配音：Sam Brent Riegel
新城國小的學生。擅長踢足球，是足球隊新城雙子星隊的隊員。
- 強霸博士卓奇霸（Dr. Jumba Jookiba）

配音：Jess Winfied（美）、孫德成、梁興昌（臺）
- 溫帝獨眼霹靂（Agent Wendy Pleakley）

配音：Ted Biaselli（美）、夏治世（臺）

### 反派
- 賈克凡倉鼠飛輪博士（Dr. Jacques Von Hämsterviel）

配音：Kirk Thornton
主要敵人。在前兩季試圖取得聖靈之石的力量，或者誘捕史迪奇。有時候會利用擄獲的實驗品。在第三季受到狄娜夫人的唆使，以誘捕史迪奇為目標。大量使用改造過的實驗品，經過改造的實驗品外表會多出「H」標記並可能擁有強化或改變過的能力。
- 鋼圖艦長（Captain Gantu）

配音：Keith Silverstein
- 魯賓（Reuben）

配音：Dave Wittenberg
- 狄娜（Delia）

配音：Mary Elizabeth McGlynn
第三季登場的敵人自己的實驗品，還逼迫她俘虜的科學家幫忙製造。狄娜夫人就是為了這個想得到史迪奇的電池，後來奪走強霸為備用而製造的更強大電池以啟動此實驗品。受到倉鼠飛輪的迷戀。倉鼠飛輪為了討好她而不斷設計誘捕史迪奇，並在失敗後受到她處罰。
- 黑神 (Dark End)

配音 : Roger Craig Smith

### 親人
- 奶奶（Gramma）

配音：Gwendoline Yeo
在第一季和第二季與柔奈一起住，了解島上的傳說。第三季柔奈和鶴子搬家後分開，在《A Very Stinky Christmas》被史迪奇設法和柔奈一起過聖誕節。
- 流石鶴子（Tigerlily）

配音：Laura Bailey
柔奈的表姐，常捉弄柔奈，不過也有很溫柔的一面。

### 學校

#### 原本的學校
- 潘妮（Penny）
- 太郎（Taro）

配音：Stephanie Sheh
- 肯尼（Kenny）
- 川崎老師（Ms. Kawasaki）

配音：Kari Wahlgren
- 莎夏（Sasha）

配音：Melissa Fahn

#### 新城國小
- 田莉子
- 真紀子
- 潔西卡
- 桃樂絲（Dolores）

配音：Colleen O'Shaughnessey
新城國小的學生。戴著一副眼鏡，綁兩條辮子。有相當的知識。
- 松田老師（Mr. Matsuda）

配音：Travis Willingham
新城國小的老師，出現在柔奈就讀的班級。本身也是學校足球隊的教練。
- 諾拉（Nora）

配音：Kari Wahlgren

### 妖怪
- 奇吉木納（Kijimunaa）

配音：Colleen O'Shaughnessey
- 大奇秋（Tachicchu）

配音：Steve Blen
- 達馬契（Damacchi）

配音：Amber Hood

### 實驗品
- 臭臭先生

編號254的實驗品。外表可愛，一開始會放出香氣，但是倒數計時結束後就會變成強烈的惡臭。不過波洛哥那里安人認為這種氣味很香。
- 安琪（Angel）

配音：Kate Higgins
編號624的實驗品。她的歌聲能讓善良的人（包括強霸的實驗品）變為邪惡，如果她感冒則會讓邪惡的人變為善良，但史迪奇和魯賓不受歌聲影響。她也是史迪奇的女朋友（雖然有時會對他很兇）。
- 吱吱

編號110的實驗品。在沒有被阻止的情況下會喋喋不休。在第二季有出現，後來和潘妮相處融洽。在第三季《Experiment-a-palooza》是被鋼圖偷出的實驗品之一。
- 布古（Boogoo）

配音：Steven Jay Blum
- 阿縮（Shrink）

編號001
的實驗品。擁有將目標縮小或變大的能力。
- 尖刺（Spike）

配音：Keith Silverstein
- 奇克思（Kixx）
- 打穀機（Thresher）

配音：Patrick Seitz
編號544的實驗品。在第三季的《The Petite Queen》倉鼠飛輪派鋼圖用這個破壞小小皇后比賽。
- 伸縮怪（Elastico）

配音：Wally Wingert
編號345的實驗品，出現在第三季《Elastico 2.0》。除了身體可以伸縮，還由倉鼠飛輪改造而擁有將目標變成動物的能力。
- 換換怪（Swapper）

配音：Ted Biaselli
編號355的實驗品。有將目標對調身體的能力。在第三季《Swapper》出現，將史迪奇和希洛文身體對調。
- 爆炸頭

編號619的實驗品。可以從頭部發射炸彈。在第三季《Swapper》出現。最後被用來和史迪奇與希洛文作戰，並且被抓住。
- 沉船怪(Sinker)

編號602的實驗品，會用巨大的背鰭切開周圍的目標。
- 阿奇（Captain Slushy）

編號523的實驗品，會吐出冷風凍結目標。
- 變形貓怪

編號316的實驗品，可以變成別人的外形。出現在第三季《Lilo》，被倉鼠飛輪用來變成小時候莉蘿的模樣誘捕史迪奇。
- 小黑

編號054的實驗品，會大量吃掉巧克力並讓體型隨之變大。倉鼠飛輪在《Chocolate Stitch》為了找到藏匿在巧克力的史迪奇而放出它。如果身邊發生浪漫行為，身體會因此融化。
- 返童怪

倉鼠飛輪改造原本的返嬰怪而成，能力由將目標變成嬰兒改為變成小小孩。
- 愛司（Ace）

配音：Troy Baker
編號262的實驗品。以超級英雄的身份行動，讓史迪奇自願當他的助手。在嘗到敗績後失去自信，後來看到史迪奇對抗倉鼠飛輪不屈不撓而重建自信並一起救出被挾持的希洛文。
- 恰恰

編號029的實驗品，被它附著的目標可以讓周圍的人都服從。在第二季《Princess Penny》附在潘妮頭上，最後是因為吃到辣椒而脫離。第三季再度出現並在學校內到處轉移目標，附在柔奈頭上時被倉鼠飛輪的機器人附著而造成倉鼠飛輪利用柔奈下指令。柔奈後來擺脫它並且讓倉鼠飛輪的計畫失敗，它也被強霸回收。不過後來又逃走，並附在松田老師頭上。

### 其他
- 鈴木警員（Mr. Suzuki）

配音：Kirk Thornton
- 曼尼蒙坦納（Manny Montana）

配音：Troy Baker
小學之間比賽的主持人，出現在第三季《Spike 2.0》。
- 萊諾

初登場於第三季《Spike 2.0》，戴一副大眼鏡，代表克雷佛小學參加問答大賽。和桃樂絲從小因為參加數學營認識，也有相當的知識。在《A Very Stinky Christmas》出現，和桃樂絲交換聖誕節禮物。
- 莉蘿（Lilo）

配音：Gwendoline Yeo
史迪仔在夏威夷的朋友。史迪仔在《星際寶貝：神奇大冒險》一開始已經與她分開，英文版加入當時強霸提到莉蘿交了新男友不再理會史迪仔。第三季《Lilo》登場時已經是成年人，而且有一個女兒安妮。莉蘿原本擔心破壞史迪仔現在的生活不敢與史迪仔見面，最後見面時提起當初和史迪仔約好相見卻因為姐姐生產而遲到。離開時表示還會再回來。
安妮（Ani）
配音：Melissa Fahn
莉蘿的女兒，登場於第三季《Lilo》。外貌與穿著酷似小時候的莉蘿，讓史迪仔第一次見到她以為她是莉蘿。

## 註解
1. ↑  日文配音版本
2. ↑  英文配音版本

## 外部連結
- 官方網站 （页面存档备份，存于）（日本）
- 官方網站（台灣）